# Norman Carol
Norman Carol (Filadèlfia, 1 de juliol de 1928) és un violinista estatunidenc. Va ser concertista de l'Orquestra de Filadèlfia durant 29 anys, amb els directors Eugene Ormandy, Riccardo Muti i Wolfgang Sawallisch. El Concert per a violí de Stanisław Skrowaczewski va ser interpretat i estrenat per Carol amb l'Orquestra de Filadèlfia.